# Râul Vârciorog, Arieș
Râul Vârciorog este un afluent al râului Arieșul Mare. Principala atracție turistică o constituie Cascada Vârciorog de 15 m înălțime situată în Parcul Natural Apuseni.

## Hărți
- Harta județul Alba
- Harta munții Apuseni
- Harta munții Bihor-Vlădeasa  Arhivat în 9 iunie 2008, la Wayback Machine.